# 一の台
一の台（いちのだい、永禄5年（1562年） - 文禄4年8月2日（1595年9月5日））は、安土桃山時代の女性で、豊臣秀次の妻。父は菊亭晴季。

## 生涯
はじめは三条顕実（三条実顕とは別人）に嫁ぐが、おみや（のちのお美屋御前）をもうけるとすぐに顕実は死去した。その後は、未亡人となった一の台は父・晴季によって豊臣秀次の妻となった。
一の台とは「一の御台所」の意味で正室をさす。一の台が嫁いだ頃、秀次正室の若政所（池田恒興女）はまだ存命していたという説もあるため、秀次は二人の正室をもっていたことになる。若政所と一の台は、若い方の正室と、一番の正室という意味のようである。
ただし若政所という呼称は父が関白である九条道房の正室・廉貞院などにも使用例がみられ、字義的には「北政所より若い政所」とも取れる。
文禄4年（1595年）、秀次が豊臣秀吉に謀反の疑いをかけられ自害し、それに連座して8月2日に斬首された。享年34。戒名は徳法院殿誓威大姉。
辞世は「ながらへて ありつるほどの 浮世とぞ 思へばなかる 言葉もなし」。

## 人物
- 当初、豊臣秀吉の側室となるはずであったが一の台が拒んだために秀次が自害させられたともいわれている[要出典]。
- 『絵本太閤記』によれば秀次は美貌の一の台を是非にと妻としたが、その連れ子である13歳のおみやも美しかったので、これも側室として母娘共に寵愛していたと聞いた秀吉が、子供まで犯すとは人にあるまじき畜生にも劣る所業であると忌み嫌って、一の台を最初に処刑してその墓を「畜生塚」と名付けたという逸話から、「畜生塚」または「悪逆塚」、転じて「畜生関白」とか言われるようになったとする。しかしこの話は根拠に乏しい俗説・悪評であり、小和田哲男は於宮が側室であったとは疑問だとして、秀次を大逆非道の人物とする太閤記の脚色の1つが、人々に信じられるようになったに過ぎないとする[2]。
- 近年、秀次が高野山に送られた後に一の台が聚楽第にあった秀次の財産（金銭）の一部を隠し、文書を焼却したことが、却って秀吉から疑惑を買い、「謀叛」の嫌疑が生じたとする説が浮上している。なお、行方不明になった金銭が菊亭家から見つかったと記されている史料[4]があるため、一の台が金銭の流用だけでなく文書の焼却によって「謀叛」に加わっていた（証拠を隠蔽した）とみなされ、菊亭晴季が処分される背景にあったとされている（これは当時聚楽第に居住していなかった若御台が処刑されなかった理由としても捉えられている）。なお、近衛前久は同年8月16日付で薩摩国に配流中の息子の信輔に充てた書状において、菊亭晴季の行為は数年にわたる行為であったとして「盗人」と非難し、一の台に対する秀吉の怒りが激しく早くから処刑が決まっていたと記している[5]。

## 一の台が登場するテレビドラマ
- 大坂城の女　（1970年・関西テレビ　演：稲野和子）
- 春の坂道　（1971年・ＮＨＫ大河ドラマ　演：岩本多代）
- 徳川家康　（1983年・ＮＨＫ大河ドラマ　演：藤宏子）
- 司馬遼太郎の功名が辻（1997年・テレビ朝日　演：武田京子）